# 條紋鱗頭鮋
條紋鱗頭鮋（学名：Sebastapistes taeniophrys）是輻鰭魚綱鮋形目鮋亞目鮋科的其中一種，為熱帶海水魚，分布於中西太平洋菲律賓海域，棲息深度6-29公尺，體長可達2.5公分，棲息在底層水域，生活習性不明。

## 扩展阅读
維基物種上的相關：條紋鱗頭鮋